# Mariusz Kaczmarek (informatyk)
Mariusz Krzysztof Kaczmarek – polski informatyk, inżynier, dr hab. nauk technicznych, profesor, kierownik Katedry Biomechaniki i Mechaniki Eksperymentalnej, oraz dziekan Wydziału Mechatroniki Uniwersytetu Kazimierza Wielkiego.

## Życiorys
Studiował na Politechnice Poznańskiej. W 1990 r. w Instytucie Podstawowych Problemów Techniki PAN obronił pracę doktorską pt. Analiza sprężeń mechanicznych w ośrodku porowatym wypełnionym płynem z uwzględnieniem struktury wewnętrznej szkieletu, której promotorem był prof. Józef Kubik. W 2002 r. habilitował się w tymże instytucie na podstawie pracy zatytułowanej Mechanika nasyconych materiałów przepuszczalnych wrażliwych chemicznie. W 2013 r. uzyskał tytuł profesora nauk technicznych. 
Jest profesorem i kierownikiem Katedry Biomechaniki i Mechaniki Eksperymentalnej Wydziału Mechatroniki Uniwersytetu Kazimierza Wielkiego w Bydgoszczy. Na tymże wydziale pełni funkcję dziekana.